# El gran incendio (novela de 2003)
El gran incendio (2003) es una novela de la autora australiana Shirley Hazzard. Ganó el Premio Nacional del Libro de Ficción de Estados Unidos  y un premio literario Miles Franklin (2004). La novela fue la primera de Hazzard desde El tránsito de Venus, publicada en 1980.

## Trama
El libro comienza en Japón en 1947 y posteriormente se desarrolla en Hong Kong, Inglaterra y Nueva Zelanda.  Escrito en tercera persona, sigue principalmente a Aldred Leith, un oficial inglés que ha luchado en la Segunda Guerra Mundial, siendo herido y condecorado por ello. Leith se ha visto afectado tanto por las tragedias de la guerra como por lo que recuerda como una infancia sin amor, sus experiencias le han llevado a albergar un profundo cinismo hacia sus semejantes. Es enviado por el gobierno británico a Japón en el año 1947 para estudiar los efectos de las bombas atómicas, y tiene 32 años cuando llega a Kure, una ciudad en la prefectura de Hiroshima. Es el hijo de un famoso autor y está escribiendo un libro, no de ficción, sino una descripción cultural.  Su tema es la vida en el Este y las grandes convulsiones que están sufriendo países como China y Japón después de la guerra. De una forma única y particular, se convierte en parte de estas convulsiones, ya que gran parte del tema del libro se centra en el  ideológico y social, y en los pequeños corredores de probidad y afecto que todavía pueden encontrarse ocasionalmente dentro de ellos. 
En las colinas sobre Kure, Aldred conoce a Helen y Benedict Driscoll, los encantadores hijos de unos padres peculiarmente desagradables. El padre es un mandarín tosco, su esposa una mujer dominante y quisquillosa, cuya casual superioridad social revela su vulgaridad innata. Se trata de un alma ruidosa y fastidiosa, ocupada en dejar que el pequeño mundo que la rodea sepa qué es qué. Sus hijos la odian. Ya aquí se nos presenta una de las continuas preocupaciones del autor: la guerra no ha terminado, sólo los combates. Si ha habido una victoria en esta región, no parece ser cultural. Aldred tiene un matrimonio muerto detrás de él y una serie de asuntos sin resolver, pero la joven Helen Driscoll pronto capta su atención por completo, lo que significa que su amado hermano Benedict también debe ser colocado en el centro de su vida. Ben está siendo devorado por una rara enfermedad, la ataxia de Friedreich. También es brillante y, por una peculiaridad genealógica que comparte con su hermana, completamente diferente a sus ignorantes padres. De hecho, no solo diferentes sino antitéticos. Su progresivo debilitamiento simboliza de alguna manera la miseria radiactiva que se encuentra cerca de Hiroshima. 
Mientras tanto, el viejo amigo de Aldred, Peter Exley, está en Hong Kong, examinando los actos de los victimarios, interrogando a criminales de guerra japoneses y evaluando las historias de sus víctimas. Su ambición es ser historiador de arte y trascender las restricciones culturales de su entorno. Sus biografías van en paralelo, aunque llegan a conclusiones muy diferentes. Peter invita a Aldred a visitar Hong Kong. Aldred acepta la invitación y la oportunidad de poner distancia temporal entre él y Helen, ya que cree que una relación con la joven sería imposible. Cuando Aldred llega a Hong Kong, Peter logra convencer a su amigo de que es feliz allí. Durante su visita, Aldred conoce a Audrey Fellowes, que se encuentra en Hong Kong visitando a sus familiares. Aldred especula que Audrey y Peter podrían tener una relación si él hiciera arreglos para que se conocieran. Aldred finalmente se convence de sus sentimientos por Helen y regresa con Kure decidido a tener una relación con ella. 
Aldred y Helen entablan una relación, aunque dado que Aldred cree que los padres de Helen no consentirían sus atenciones hacia Helen se mantiene en secreto. Paralelamente la condición de Benedict empeora. Queda físicamente incapacitado y Helen y Aldred se convierten en sus únicas relaciones con el mundo exterior. Aldred continúa con su investigación durante este tiempo, y un día regresa de un corto viaje explorando Nagasaki y encuentra a Helen angustiada. Sus padres la habían enviado a hacer un recado falso y trasladaron a Benedict a un hospital de Tokio en su ausencia.  
Aldred recoge el correo que había sido almacenado mientras estaba en Nagasaki e inmediatamente viaja a Tokio para comprobar cómo está Benedict. Se encuentra con Audrey Fellowes en el hospital y le informan que Peter ha contraído una enfermedad grave y ha sido ingresado en un hospital en China. Se entera también de la muerte de su padre. Al regresar a Kure con noticias de Benedict, Aldred se entera de que el general Driscoll ha recibido un puesto en Nueva Zelanda y que Helen y sus padres se mudarán allí. Ante la necesidad de regresar a Londres para arreglar el patrimonio de su padre, Aldred no puede quedarse con Benedict ni viajar para ver a Peter. Solicita permiso para que Helen se convierta en pupila de su madre hasta que tenga edad para casarse, pero Driscoll rechaza su solicitud. Sin la aprobación de sus padres, Aldred no puede confirmar su relación con Helen y ella se muda a Nueva Zelanda con sus padres. Aldred regresa a Londrey resuelve su conflictiva relación con su madre, Iris. También se reencuentra con Aurora Searle, una amiga y ex relación romántica que había sido la amante del padre de Aldred durante varios años. Mientras Aldred está en Londres y Helen en Nueva Zelanda, llega la noticia de la muerte de Benedict. Los padres de Helen abordan un barco hacia Estados Unidos para reclamar su cuerpo, y Aldred viaja a Nueva Zelanda para reunirse con Helen, que se quedó atrás. 

## Recepción
The New Yorker escribió sobre la novela: En sus escritos abundan las jerarquías de sentimiento, percepción y gusto, y esta novela (la primera en más de veinte años) asume la noción misma de lo que significa ser civilizado. El fuego del título se refiere principalmente al bombardeo atómico de Japón, pero también a la posibilidad de una pasión trascendente tras sus consecuencias. En 1947, un héroe de guerra inglés de treinta y dos años que visita Hiroshima durante la ocupación se encuentra alojado en un complejo supervisado por un grosero brigadier australiano y su intrigante esposa. Sin embargo, inmediatamente queda encantado con los hijos de la pareja, un joven brillante y enfermizo y su adorada hermana, que resultan ser prisioneros de un tipo diferente de conflicto. En la historia de amor que sigue, el refinamiento moral de Hazzard ocasionalmente vira hacia el preciosismo, pero esos lapsos son contrarrestados por su tonificante convicción de que con cada una de nuestras palabras y gestos construimos o destruimos el mundo en el que queremos vivir.
Alan Wall, crítico literario de The Guardian, destacó la perspectiva de la autora: "La miseria, física y mental, se evoca con una claridad que sólo es posible para un escritor de fastidiosa seguridad intelectual. Un estilo tan complejo y lúcido como este constituye una especie de logro moral [...] Sus observaciones finamente matizadas sobre las relaciones humanas a menudo tienen una sutileza que recuerda a Henry James [...] Este autor es demasiado inteligente para pretender que el romance pueda revertir el principio entrópico al que todos estamos sujetos tarde o temprano, pero las últimas palabras del libro permiten la posibilidad de que el amor al menos pueda iluminarnos a medida que avanzamos, incluso si no puede impedir nuestra partida. Esta es una muy buena novela en verdad." 
Susanne Ostwald, crítica del Neue Zürcher Zeitung, destacó que Hazzard vincula hábilmente los distintos destinos individuales que describe, y cómo se conectan diferentes niveles de tiempo y lugares. También elogia la novela como una “imagen moral bien observada de toda una región y era del mundo”, así como por “condensar poéticamente” los acontecimientos y, aun así, no dejar que su novela “se salga de control”. Sin embargo, según la crítica, el dibujo de las figuras es demasiado típico y "xilográfico" y, en su opinión, la historia no siempre logra mantenerse al margen de aguas poco profundas. Se trata, sin embargo, de una novela "fascinante" que es capaz de describir de manera impresionante un "mundo en transición". 
Adam Mars-Jones, The Observer, pone el acento en otros aspectos de la obra: "Políticamente, El Gran Incendio apunta en dos direcciones. Hazzard, que vive en Nueva York, tiene cuidado de incluir a un personaje estadounidense comprensivo, un rival potencial de Leith por el amor de Helen que más o menos dimite en su favor, y que representa el paso del poder a Washington como la sustitución de un imperio diestro. por uno torpe. El anticomunismo irreflexivo en Europa y Asia avivará una Guerra Fría y encenderá la mecha para una más cálida. 

## Premios y nominaciones
- Premio Nacional del Libro (EE. UU.), Ficción, 2003 [1]
- Premio Literario Miles Franklin, 2004
- Medalla William Dean Howells, 2005

- Premio Kiriyama Pacific Rim del Libro, Ficción, 2004: finalista
- Premio Booker, 2004: preseleccionado
- Premio de Ficción Femenina (Reino Unido), 2004: preseleccionado
- Premio Literario Internacional IMPAC de Dublín, 2005: preseleccionado

### Entrevistas
- BBC Radio 4 - audio
- The Guardian